# Арья Сасол Полимер
Компания «Арья Сасол Полимер» (перс. شرکت پلیمر آریا ساسول‎) — ведущее нефтехимическое предприятие Ирана, расположенное в городе Эселуйе. В апреле 2002 года между Национальной нефтехимической компанией Ирана и немецким подразделением южноафриканской Sasol было подписано соглашение о создании совместного предприятия. Достигнутые договорённости привели к выделению олефинового производства и двух блоков по выпуску полиэтилена низкой, средней и высокой плотности компании Pars Petrochemical в новое юридическое лицо — «Арья Сасол». Целью реорганизации стало создание условий для превращения нового предприятия в одного из лидеров по производству полимерной продукции на Ближнем Востоке.  «Арья Сасол Полимер» — результат успешного сотрудничества между Ираном и южноафриканской Sasol, начавшегося в начале 2000-х годов. Акции компании котируются на Тегеранской фондовой бирже под тикером «APOZ1».

## Производственная деятельность
Компания демонстрирует высокую эффективность своей работы. Ежегодно на её мощностях выпускается 1,1 миллиона тонн этилена — основного сырья для производства пластмасс. Кроме того, предприятие производит по 375 тысяч тонн полиэтилена низкой плотности (ПЭНП) и полиэтилена средней и высокой плотности (ПЭСП/ПЭВП).

## Достижения
В 2023 году «Арья Сасол» стала лауреатом 5-й Национальной премии в области инноваций, завоевав четыре первых места среди иранских предприятий. Данное достижение свидетельствует о важной роли компании в разработке инновационных технологий в нефтехимической отрасли Ирана.